# Peter Easton
Pour les articles homonymes, voir Easton.
Peter Easton (né v. 1570 – mort en 1620?) est un pirate et corsaire du début du XVIIe siècle ayant régné à Terre-Neuve sur le littoral entre Harbour Grace et Ferryland de 1611 à 1614. 

## Carrière au service du Roi
Peter. Easton était un anglais fidèle à la couronne ; ses ancêtres servirent durant les Croisades. La famille Easton s'était également distinguée contre l'Invincible Armada. En 1602, Peter Easton portait une lettre de marque de la reine Élisabeth d'Angleterre, commandait un convoi de corsaires anglais, arborant le pavillon du royaume d'Angleterre, la croix de saint Georges, et avait pour mission de protéger la flottille de pêche anglaise au large de Terre-Neuve. En effet, à cette époque, les bateaux de pêche étaient armés de petits canons pour défendre leur cargaison de poissons contre les pirates et les navires étrangers. Grâce à sa lettre de marque, Peter Easton pouvait réquisitionner les pêcheurs locaux au service de la couronne. Il pouvait également attaquer les navires, les flottilles et les ports ennemis ; il combattait notamment les Espagnols.

## Piraterie
Easton est devenu un pirate en 1603, après que Jacques Ier ait succédé à Élisabeth Ire sur le trône d'Angleterre. Le nouveau roi fit la paix avec l'Espagne et retira toutes les lettres de marque aux corsaires. Cet ordre ne parvint pas à Easton, qui continua alors ses attaques sur les navires étrangers. Il continua de mener ses activités comme si rien n'avait changé, ignorant l'ordre du nouveau souverain. C'est ainsi qu'il est passé du statut de corsaire à celui de pirate.  
Easton a continué d’attaquer les flottilles transportant l’or et les trésors espagnols des Caraïbes et méditerranéens tout en en prélevant de ses pillages l'argent destiné à la protection des navires anglais. En 1610, il écuma le Canal de Bristol, bloquant le passage avec efficacité et laissant les ports anglais occidentaux conserver leur puissance. Easton agissait généralement au nom d'une famille puissante de Killigrews de Falmouth, de Cornwall. Les Killigrews ont financé ses expéditions et ont également touché une part de ses bénéfices. En 1612, Easton prend dix bateaux pirates de Harbour Grace. Il pille les navires anglais, les navires étrangers et les ports de Terre-Neuve, et enrôlait de force des pêcheurs.  
Lors d'une expédition, il pilla trente bateaux à Saint-Jean et fit prisonnier le magistrat Richard Whitbourne. Il le libéra à la condition que Whitbourne aille en Angleterre et lui obtienne le pardon royal. Le roi accorda son pardon, mais pendant ce temps Easton s'était dirigé vers la Côte des Barbaresques pour harceler les Espagnols.  
À Terre-Neuve, on estime qu'Easton enrôla 1 500 pêcheurs pour ses flottilles, dont certains le rejoignent volontairement, mais la majorité furent enrôlés de force. Easton a continué de protéger la colonie de John Guy à Cupids Cove mais ne lui a cependant pas permis d'établir une autre colonie à Terre-Neuve-et-Labrador.  
Lors d'une de ses incursions aux Caraïbes, on dit qu'il serait parvenu à ouvrir une brèche au fort, réputé inattaquable, du Fort de Moro, à Puerto Rico, qui avait par le passé résisté au siège du pirate Francis Drake. Easton captura le bateau espagnol San Sébastien, faisant également main basse sur les trésors qu'il transportait.  
Easton s'est par la suite retiré à Villefranche, alors en Savoie, acquérant le titre de marquis de Savoie et se maria à l'une des femmes les plus riches de Savoie.

## Légende
La princesse irlandaise Sheila NaGeria fut capturée par Easton lors de l'assaut d'un vaisseau de guerre hollandais. Durant sa captivité, elle tomba amoureuse de l'un des lieutenants d'Easton, Gilbert Pike. Ils se sont par la suite mariés et Gilbert quitta Easton pour devenir fermier dans une plantation dans un endroit appelé Mosquito, maintenant appelé Bristol’s Hope.[réf. nécessaire]